# Afrodites tempel på Acrocorinth
Afrodites tempel på Acrocorinth var en helgedom i det antika Korinth tillägnad gudinnan Afrodite. Det är berömt för den tempelprostitution som påstås ha utövats i samband med det, något som hävdades vara en bidragande orsak till stadsstaten Korints välstånd. 
Templet var uppfört på 400-talet f.Kr. Det låg på toppen av Acrocorinth, stadens högsta topp, som Afrodite enligt sägnen hade fått i gåva av Poseidon. Afrodite var staden Korints skyddsgud och hade fem tempel i staden och dess omgivningar, men templet på Acrocorinth var stadens heligaste. 
Själva byggnaden uppges ha varit relativt liten: tio komma 16 meter. Det innehöll en berömd staty av Afrodite som stadens skyddsgudinna klädd i hjälm och rustning, påminnande om Athena, och hållande en sköld som hon använde som spegel. 
Templet är framför allt känd för den tempelprostitution som kopplas samman med det. Enligt Strabon ägde templet över tusen hetärer som hade donerats till templet av tillbedjare av båda könen och vars inkomst alltså tillföll det och staden. Korint var berömt för dem, och staden var känt som ett ställe dit sjöfarare och köpmän reste för att slösa bort pengar på kurtisanerna. Sanningshalten av dessa uppgifter, samt de prostituerades antal och på vilket sätt deras verksamhet var kopplat till templet, är obekräftat. Själva fenomenet med tempelprostitution har i sig ifrågasatts. 
Templet senare historia är oklar. Det är möjligt att det förstördes när staden Korint förstördes 146 f.Kr. Om så var fallet, bör det ha blivit uppbyggt igen när staden återuppfördes av romarna. Det omtalas av aposteln Paul, som hävdar att tusentals prostituerade tillhörde templet, men detta kan ha varit kristen propaganda, för det finns inget som tyder på att tempelprostitutionen fortfarande pågick under romersk tid.  